# Rafael Torromé

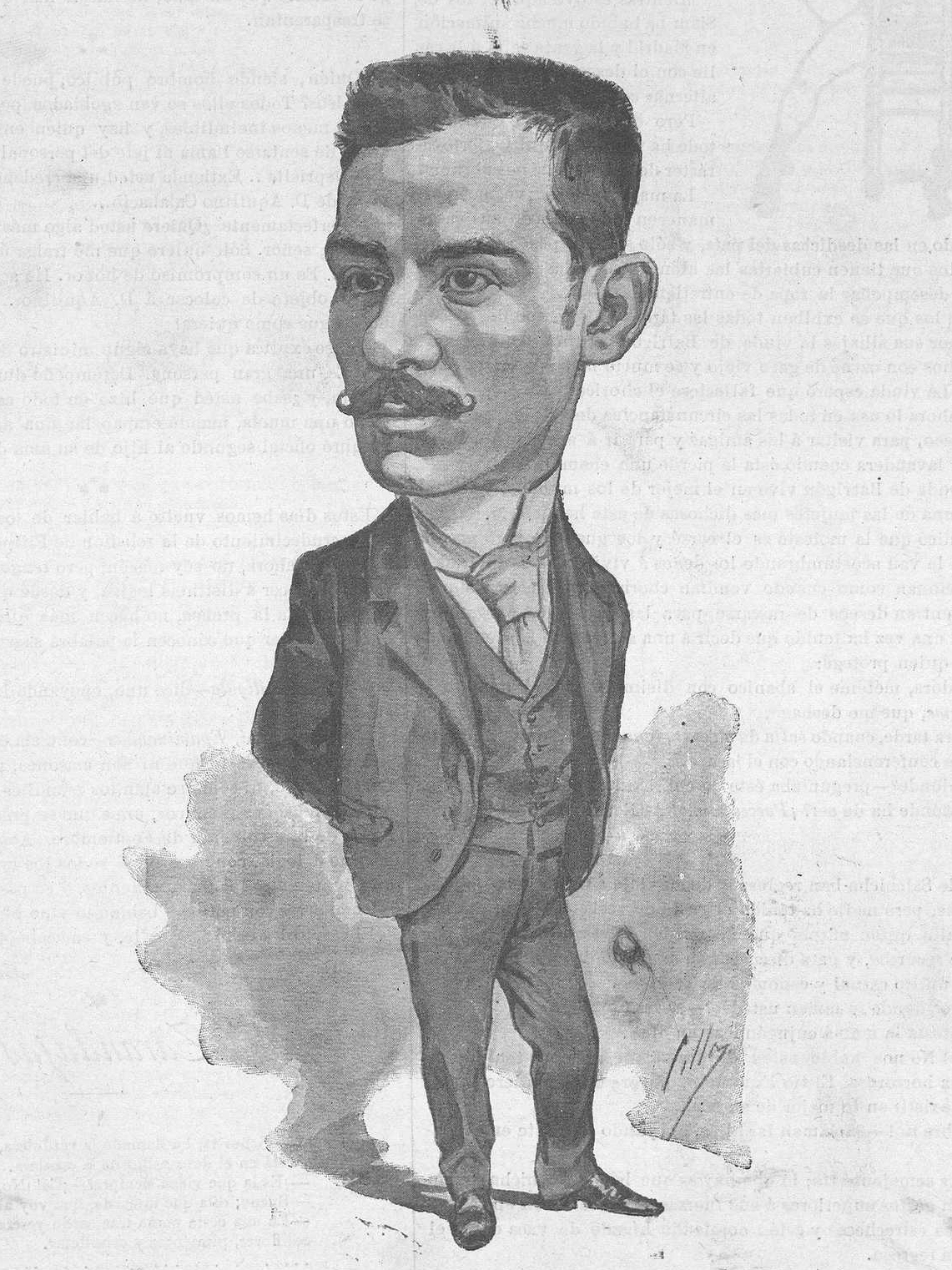
Caricaturizado por Cilla en Madrid Cómico en 1897

Rafael Torromé y Ros (Aragón, 1861-Madrid, 1924) fue un escritor español.

## Biografía
Nacido en 1861 en Aragón, su familia se trasladó a Valencia cuando era muy joven. Fue redactor de El Cronista, Biblioteca Reformista (1885), La Opinión (1891) y El Imparcial, además de colaborador de numerosas publicaciones, como La Niñez, Madrid Cómico, Blanco y Negro, La Ilustración Española y Americana, El Mundo de los Niños, La España Moderna, El Magisterio Español, Pluma y Lápiz e Iris. Usó el seudónimo «Espolín».

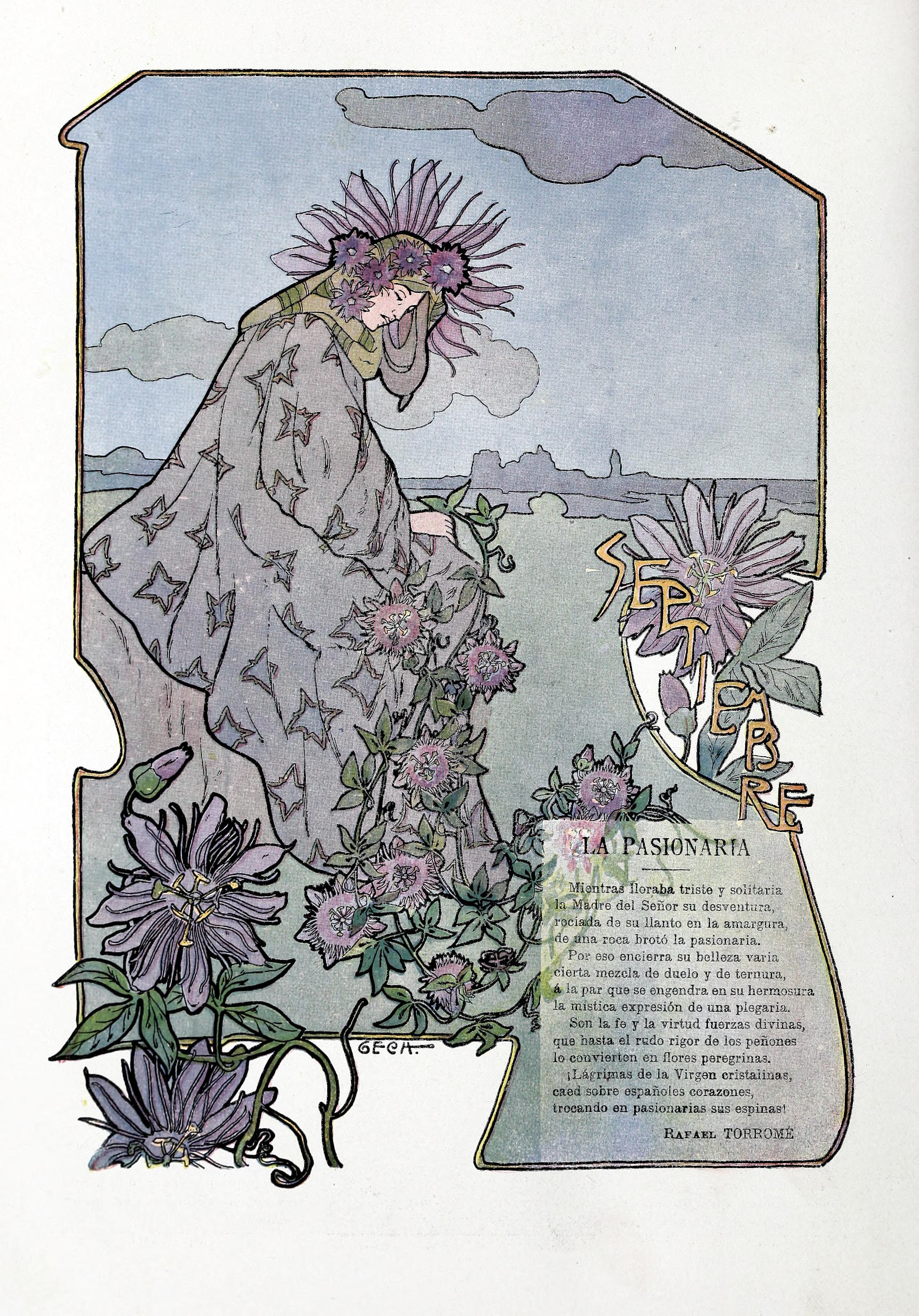
Ilustración de Gech con texto de Rafael Torromé en el "Almanaque ilustrado" de 1900 de la revista Blanco y Negro

Estrenó La Fiebre del día, con aplauso de Cañete, además de El sentido común, La dote (comedia, 1891), Cuentos del maestro (1906), El triunfo de la templanza (1906), Escenas infantiles (1907), Aventuras de Alfeñique (1907), La Venganza del mar (1907), Cuentos de cuentos (1907), En busca de la Fortuna (1907) y La Vida interna (poesías, 1912). Torromé, que fue inspector de primera enseñanza en Toledo y Madrid, falleció en 1924 en Madrid.